# NGC 1031
NGC 1031 (również PGC 9907) – galaktyka spiralna z poprzeczką (SBa), znajdująca się w gwiazdozbiorze Zegara. Odkrył ją John Herschel 11 września 1836 roku.